# Pachygone yunnanensis
Pachygone yunnanensis là một loài thực vật có hoa trong họ Biển bức cát. Loài này được H.S. Lo mô tả khoa học đầu tiên năm 1990.